# Населення Одеси
Одеса — центр Одеської агломерації з населенням до 1,5 мільйонів осіб. Станом на 1 вересня 2014 року населення Одеси становило 1 014 704 особи. Під час останнього перепису населення, який відбувся 2001 року, населення Одеси становило 1 010 тисяч осіб; під час радянського перепису 1989 року, — 1 115 тисяч осіб.

## Історія

### Зміни населення
На кінець османського періоду Хаджибей (Коцюбеєві) був маленьким містом біля великої фортеці, з населенням у декілька сотень осіб, переважно османів та татар.  Основними заняттями мешканців були торгівля, видобуток солі, рибальство, скотарство (особливо коні, верблюди, рогата худоба).  У місті мешкали купці різних національностей: вірмени, греки, євреї, караїми, молдовани, поляки.  Також у Хаджибеї жили українці з Речі Посполитої та запорожці.  Православних жителів на 1789 рік було близько 200 осіб (за даними Володимира Яковлєва); за іншими даними, більшість православних жила поза містом.  Українці заснували село «Оніна» на території сучасного Великого Фонтану (ймовірно, на місці покинутого татарського села).  У місті було мусульманське кладовище та відома кав'ярня сім'ї Аспоріді.
1793 року у Хаджибеї проживало 254 особи в 8 населених пунктах; безпосередньо в місті — 28 осіб у 10 дворах. Наступного року під час першого офіційного перепису населення в місті мешкало 2360 осіб (збільшення у десятки разів за півтора року). 1795 року для заселення міста було переселено італійців, греків, албанців (арванітів), а також козаків; грецькі та албанські вояки сформували дивізіон у 300 осіб, поселений в Одесі. 1803 року населення міста становило близько 9 000 мешканців; етнічний склад: арваніти, болгари, греки, євреї, італійці, українці, росіяни, французи, ногайці.  1812 року — 20 000 мешканців; епідемія чуми 1812-13 років забрала життя 2 656 осіб (близько кожного десятого). 
Протягом 19 століття населення міста стрімко зростало і в 1900 році становило близько 450 000 осіб. Одеса була четвертим за кількістю населення містом Російської імперії після Варшави, Москви та Санкт-Петербурга, і найбільшим містом України. Станом на 1913 рік зберігався багатонаціональний склад населення, з активними громадами євреїв, греків, болгар, українців, росіян та ін. 
Під час Першої світової війни і Визвольних змагань населення міста скоротилося, втім з 1923 до 1939 року виросло приблизно на 50% — до 601,6 тисячі. 
Після Другої світової війни відбувся ще один стрибок населення і станом на 1979 рік у місті проживало понад мільйон людей. При цьому зростала частка українців та росіян, а частка євреїв падала. Після 1991 року росіян ставало менше, а українців більше і в 2001 році їхнє співвідношення становило 61,6% українців проти 29% росіян.

### Історична динаміка
Перший перепис у Одесі було проведено 28 січня 1797 року. 
Перший офіційний перепис відбувся 1892 року.

Динаміка населення Одеси за переписами (населення до 1894 р. подвоювалося кожні 20—25 років)
- 1795 — 2349 чоловік[14]
- 1797 — 3455
- 1800 — 3700
- 1802/03 — 9000 осіб
- 1808 — 12 500
- 1813/15 — 35 000 чол.
- 1820-ті — бл. 50 000 мешканців

Динаміка населення м. Одеси

- 1829 — 41 552 (у т.ч. за межами Порто-франко 53 000)
- 1832 — до 60 000
- 1837 — 73 000
- 1849 — 86 729
- 1858 — 114 265
- 1861 — 116 000
- поч. 1860-х — до 120 000
- 1873/75 — 194 000 (193 513 за переписом)
- 1879 — подвірний перепис
- 1892 — 320 228 за переписом[15] (340 526, в т.ч. Дальницька ділянка, за межами Порто-франко[16][17])
- 1897 — 380 541 (з Дальницькою ділянкою 403 815) (1 місце в межах сучасної України)
- 1914 — 481 500 (498 100) (1)
- 1920 — 428 000
- 1923 — 316 762 (324 000)
- 1926 — 411 416 (2)
- 1939 — 601 651 (3)
- 1956 — 604 000
- 1959 — 667 182 (4)
- 1967 — 776 000
- 1970 — 891 546 (4)
- 1979 — 1 046 133 (4)
- 1989 — 1 115 371 (4)
- 2001 — 1 029 049 (4)
- 2011 — 1 009 145
- 2021 — 1 015 826[18]
- 2022 — 1 010 537[18]

## Демографічні характеристики

### Статевий склад
Згідно з переписом населення 2001 року, у місті проживало 470 353 чоловіків та 539 945 жінок, 46,6% та 53,4% відповідно. У 2014 році на чоловіки становили 46,7% населення міста, жінки — 53,3%.

### Віковий склад
Станом на 2001 рік діти до 16 років становили 14,6%, а пенсіонери, тобто чоловіки старше 59 та жінки старше 54 років, становлять 22,5%, що вказувало на старіння населення міста. Відсоток осіб працездатного віку ж становив 63,1%.
Віковий склад Одеси станом на 1 січня 2014 р.
| вік         | чисельність | частка |
| ----------- | ----------- | ------ |
| 0-15        | 133 534     | 13,36% |
| 16-59       | 644 140     | 64,46% |
| 60 і старше | 221 685     | 22,18% |

## Рух населення

### Міграція
Кількість прибулих, вибулих та міграційне сальдо Одеси у 2010-2013 рр.
| рік  | прибулих | вибулих | сальдо  |
| ---- | -------- | ------- | ------- |
| 2010 | 14 550   | 12 231  | + 2 319 |
| 2011 | 13 744   | 12 309  | + 1 435 |
| 2012 | 21 056   | 12 504  | + 8 552 |
| 2013 | 17 330   | 12 862  | + 4 468 |

## Етномовні характеристики

### Національний склад
За національним складом, згідно з переписом 2001 року, більшість населення міста становлять українці — 61,6%, значну частку становлять росіяни — 29%, а усі інші національності становлять не більше двох відсотків населення: болгари — 1,7%, євреї — 1,2%, молдовани — 0,75%, білоруси — 0,6%, вірмени — 0,4% тощо. Порівняно з попередніми роками частка євреїв значно скоротилась, у 1926 році — вона становила 36,7% а у 1959 році вже 16,2%, тоді як українців було відповідно 17,6% та 41,5%, росіян 39,0% та 37,1%.
При Рішельє у місті з'явилася безліч італійців, греків, персів, німців, англійців, іспанців, єгиптян та інших, які надали місту його неповторну багатонаціональну атмосферу.
Національний склад Одеси за даними переписів населення, %:
|           | 1850-ті | 1926 | 1939 | 1959 | 1989 | 2001 |
| --------- | ------- | ---- | ---- | ---- | ---- | ---- |
| українці  | 22,7    | 17,6 | 29,6 | 41,5 | 48,9 | 61,6 |
| росіяни   | 13,7    | 39,0 | 30,9 | 37,1 | 39,4 | 29,0 |
| євреї     | 33,1    | 36,7 | 33,3 | 16,2 | 5,9  | 1,2  |
| молдовани | 3,4     | 0,3  | 0,4  | 0,7  | 1,0  | 0,7  |
| німці     | 3,6     |      |      |      | 0,2  | 0,1  |
| болгари   | 23,5    | 0,3  | 0,8  | 1,1  | 1,5  | 1,3  |
| білоруси  | 23,5    | 0,6  |      | 0,8  | 1,1  | 0,6  |
| вірмени   | 23,5    | 0,4  | 0,4  |      | 0,4  | 0,4  |
| поляки    | 23,5    | 2,4  | 1,5  | 0,9  | 0,5  | 0,2  |
| інші      | 23,5    |      |      |      |      |      |

### Мовний склад
Динаміка рідної мови населення Одеси за переписами, %
| мова       | 1897 | 1926 | 1989 | 2001 |
| ---------- | ---- | ---- | ---- | ---- |
| російська  | 49,1 | 66,1 | 71,0 | 64,8 |
| українська | 9,4  | 10,1 | 24,6 | 30,4 |
| їдиш       | 30,8 | 19,8 | 0,2  | 0,04 |

Рідна мова населення Одеси за переписом 2001 р. (в межах адміністративних районів що існували до 2002/2003 р.)
| район        | російська | українська | болгарська | молдовська | вірменська |
| ------------ | --------- | ---------- | ---------- | ---------- | ---------- |
| Жовтневий    | 76,3      | 20,8       | 0,2        | 0,2        | 0,3        |
| Іллічівський | 55,5      | 42,0       | 0,4        | 0,6        | 0,2        |
| Київський    | 66,6      | 31,3       | 0,3        | 0,2        | 0,2        |
| Ленінський   | 55,7      | 41,6       | 0,3        | 0,3        | 0,3        |
| Малинівський | 68,4      | 24,5       | 0,4        | 0,2        | 0,2        |
| Приморський  | 59,3      | 25,2       | 0,6        | 0,4        | 0,1        |
| Суворівський | 64,8      | 33,9       | 0,3        | 0,2        | 0,2        |
| Центральний  | 71,9      | 23,5       | 0,5        | 0,2        | 0,2        |
| Одеса        | 64,8      | 30,4       | 0,4        | 0,3        | 0,2        |

Українська мова є єдиною офіційною мовою міста.
Російська агресія проти України спровокувала в Одесі нову хвилю українізації, дедалі більше містян вважають за краще розмовляти українською мовою. Згідно з опитуванням, проведеним Міжнародним республіканським інститутом у квітні-травні 2023 року, українською вдома розмовляли 16 % населення міста, російською — 80 %, болгарською — 1 %.
Згідно з опитуванням, проведеним Міжнародним республіканським інститутом у квітні-травні 2024 року, українською вдома розмовляли 35 % населення міста, російською — 92 % (на відміну від опитування 2023 року було дозволено вибір кількох варіантів).